# Androsiphonia
- Commons
- Wikispecies

Androsiphonia Stapf  é um género botânico pertencente à família Passifloraceae.

## Espécies
Apresenta uma única espécie:
- Androsiphonia adenostegia Stapf